# فهرست منابع غذایی دارای روی
فهرست زیر شامل میزان روی درون منابع غذایی در گوشت و اعضای خوراکی در ردهٔ گاو، گوساله، بره، مرغ، ماکیان (به غیر از مرغ)، آبزیان و همچنین گروه‌های لبنیات و مواد غیرلبنی مشابه، تخم ماکیان، خشکبار، حبوبات، غلات، میوه، سبزی و صیفی‌جات، نان و ادویه می‌باشد. مقادیر واقعی روی در مواد غذایی همانند نان که در کارخانه‌های مختلف یا مشاغل مرتبط در سراسر جهان تولید می‌شود، به دلیل پارامترهای تأثیرگذار متغیر در تولید محصول، احتمال دارد دارای مغایرت‌های قابل توجهی با مقادیر ذکر شده در جدول باشند. مقادیر موجود در جداول بر اساس زیاد به کم فهرست‌بندی شده‌است.
جداول زیر دارای داده‌های متغیر می‌باشد، بدین مفهوم که با گذر زمان ممکن است داده‌هایی به جدول گروه مواد خوراکی، اضافه شده یا حذف گردد لذا در هیچ زمانی نمی‌توان این مقاله را یک مقاله کامل شده قلمداد کرد.

## گاو

برش گوشت گاو در آمریکا

| ماده غذایی (۱۰۰ گرم)                                                                       | روی (میلی‌گرم) |
| ------------------------------------------------------------------------------------------ | ------------- |
| گردن، زیر کتف، بدون استخوان، با چربی قابل دید، تمام گریدها، پخته به روش کبابی گریل شده     | ۹٫۹           |
| دنده، دنده‌های کوتاه، بدون چربی قابل دید، پخته به روش تفت‌آب‌پزی                              | ۷٫۸           |
| سرسینه کامل، بدون چربی قابل دید، تمام گریدها، پخته به روش تفت‌آب‌پزی                         | ۶٫۹           |
| چرخکرده، فرم همبرگری، ۷۰ درصد گوشت ۳۰ درصد چربی، پخته با حرارت مستقیم                      | ۶٫۱           |
| قلوه‌گاه، استیک، بدون چربی قابل دید، پخته به روش تفت‌آب‌پزی                                   | ۶٫۱           |
| سرسینه کامل، با چربی قابل دید، تمام گریدها، پخته به روش تفت‌آب‌پزی                           | ۶             |
| بالاران، قسمت پایین، استیک، بدون چربی قابل دید، تمام گریدها، پخته به روش تفت‌آب‌پزی          | ۵٫۸           |
| قلوه‌گاه، استیک، با چربی قابل دید، پخته به روش تفت‌آب‌پزی                                     | ۵٫۸           |
| تاپ سیرلوین، استیک، بدون چربی قابل دید، پخته با حرارت مستقیم                               | ۵٫۷           |
| بالاران، قسمت پایین، استیک، با چربی قابل دید، تمام گریدها، پخته به روش تفت‌آب‌پزی            | ۵٫۶           |
| تاپ سیرلوین، استیک، با چربی قابل دید، پخته با حرارت مستقیم                                 | ۵٫۳           |
| جگر، پخته به روش تفت‌آب‌پزی                                                                  | ۵٫۳           |
| جگر، پخته به روش سرخ‌شده در تابه                                                            | ۵٫۲           |
| قلوه‌گاه، استیک، بدون چربی قابل دید، پخته با حرارت مستقیم                                   | ۵٫۱           |
| دنده، دنده‌های کوتاه، با چربی قابل دید، پخته به روش تفت‌آب‌پزی                                | ۴٫۹           |
| قلوه‌گاه، استیک، با چربی قابل دید، پخته با حرارت مستقیم                                     | ۴٫۸           |
| بالاران، قسمت پایین، بدون چربی قابل دید، تمام گریدها، پخته به روش برشته‌پزی                 | ۴٫۸           |
| کمر، استیک فیله، بدون استخوان، بدون چربی قابل دید، تمام گریدها، پخته به روش کبابی گریل شده | ۴٫۷           |
| بالاران، قسمت پایین، با چربی قابل دید، تمام گریدها، پخته به روش برشته‌پزی                   | ۴٫۶           |
| کمر، استیک فیله، بدون استخوان، با چربی قابل دید، تمام گریدها، پخته به روش کبابی گریل شده   | ۴٫۲           |
| زبان، پخته به روش آرام‌پز                                                                   | ۴٫۱           |
| دل، پخته به روش آرام‌پز                                                                     | ۲٫۹           |
| قلوه، پخته به روش آرام‌پز                                                                   | ۲٫۸           |
| جگر سفید، پخته به روش تفت‌آب‌پزی                                                             | ۱٫۶           |
| مغز، پخته به روش سرخ‌شده در تابه                                                            | ۱٫۴           |
| مغز، پخته به روش آرام‌پز                                                                    | ۱٫۱           |

## گوساله
| ماده غذایی (۱۰۰ گرم)                                                                  | روی (میلی‌گرم) |
| ------------------------------------------------------------------------------------- | ------------- |
| جگر، پخته به روش سرخ‌شده در تابه                                                       | ۱۱٫۹          |
| جگر، پخته به روش تفت‌آب‌پزی                                                             | ۱۱٫۲          |
| شانه، کتف، بدون چربی قابل دید، پخته به روش تفت‌آب‌پزی                                   | ۷٫۴           |
| شانه، کتف، با چربی قابل دید، پخته به روش تفت‌آب‌پزی                                     | ۷             |
| شانه کامل (بازو و کتف)، بدون چربی قابل دید، پخته به روش تفت‌آب‌پزی                      | ۷             |
| ماهیچه (جلو و عقب)، بدون چربی قابل دید، پخته به روش تفت‌آب‌پزی                          | ۶٫۸           |
| ماهیچه (جلو و عقب)، با چربی قابل دید، پخته به روش تفت‌آب‌پزی                            | ۶٫۶           |
| شانه کامل (بازو و کتف)، باچربی قابل دید، پخته به روش تفت‌آب‌پزی                         | ۶٫۶           |
| شانه، بازو، بدون چربی قابل دید، پخته به روش تفت‌آب‌پزی                                  | ۶٫۲           |
| دنده، بدون چربی قابل دید، پخته به روش تفت‌آب‌پزی                                        | ۶             |
| شانه، بازو، با چربی قابل دید، پخته به روش تفت‌آب‌پزی                                    | ۵٫۸           |
| شانه، کتف، بدون چربی قابل دید، پخته به روش برشته‌پزی                                   | ۵٫۷           |
| شانه، کتف، با چربی قابل دید، پخته به روش برشته‌پزی                                     | ۵٫۶           |
| دنده، با چربی قابل دید، پخته به روش تفت‌آب‌پزی                                          | ۵٫۶           |
| شانه کامل (بازو و کتف)، بدون چربی قابل دید، پخته به روش برشته‌پزی                      | ۵٫۳           |
| شانه کامل (بازو و کتف)، با چربی قابل دید، پخته به روش برشته‌پزی                        | ۵٫۱           |
| راسته، بدون چربی قابل دید، پخته به روش تفت‌آب‌پزی                                       | ۴٫۸           |
| زبان، پخته به روش تفت‌آب‌پزی                                                            | ۴٫۵           |
| دنده، بدون چربی قابل دید، پخته به روش برشته‌پزی                                        | ۴٫۵           |
| شانه، بازو، بدون چربی قابل دید، پخته به روش برشته‌پزی                                  | ۴٫۳           |
| راسته، با چربی قابل دید، پخته به روش تفت‌آب‌پزی                                         | ۴٫۳           |
| قلوه، پخته به روش تفت‌آب‌پزی                                                            | ۴٫۳           |
| سینه کامل، بدون استخوان، بدون چربی قابل دید، پخته به روش تفت‌آب‌پزی                     | ۴٫۲           |
| شانه، بازو، با چربی قابل دید، پخته به روش برشته‌پزی                                    | ۴٫۲           |
| دنده، با چربی قابل دید، پخته به روش برشته‌پزی                                          | ۴٫۱           |
| کمر، بدون چربی قابل دید، پخته به روش تفت‌آب‌پزی                                         | ۴٫۱           |
| پا (بخش داخلی پای عقب)، بدون چربی قابل دید، پخته به روش تفت‌آب‌پزی                      | ۴             |
| پا (بخش داخلی پای عقب)، با چربی قابل دید، پخته به روش تفت‌آب‌پزی                        | ۴             |
| چرخکرده، پخته با حرارت مستقیم                                                         | ۳٫۹           |
| سینه کامل، بدون استخوان، با چربی قابل دید، پخته به روش تفت‌آب‌پزی                       | ۳٫۶           |
| کمر، با چربی قابل دید، پخته به روش تفت‌آب‌پزی                                           | ۳٫۶           |
| راسته، بدون چربی قابل دید، پخته به روش برشته‌پزی                                       | ۳٫۵           |
| پا (بخش داخلی پای عقب)، بدون چربی قابل دید، پخته به روش سرخ شده در تابه (سوخاری نشده) | ۳٫۴           |
| راسته، با چربی قابل دید، پخته به روش برشته‌پزی                                         | ۳٫۴           |
| کمر، بدون چربی قابل دید، پخته به روش برشته‌پزی                                         | ۳٫۲           |
| پا (بخش داخلی پای عقب)، با چربی قابل دید، پخته به روش سرخ شده در تابه (سوخاری نشده)   | ۳٫۲           |
| پا (بخش داخلی پای عقب)، بدون چربی قابل دید، پخته به روش برشته‌پزی                      | ۳٫۱           |
| پا (بخش داخلی پای عقب)، با چربی قابل دید، پخته به روش برشته‌پزی                        | ۳             |
| کمر، با چربی قابل دید، پخته به روش برشته‌پزی                                           | ۳             |
| چرخکرده، پخته به روش سرخ‌شده در تابه                                                   | ۳             |
| دل، پخته به روش تفت‌آب‌پزی                                                              | ۲٫۲           |
| مغز، پخته به روش سرخ‌شده در تابه                                                       | ۱٫۸           |
| مغز، پخته به روش تفت‌آب‌پزی                                                             | ۱٫۶           |
| جگر سفید، پخته به روش تفت‌آب‌پزی                                                        | ۱٫۲           |

## بره

برش گوشت گوسفند در بریتانیا

| ماده غذایی (۱۰۰ گرم)                                                              | روی (میلی‌گرم) |
| --------------------------------------------------------------------------------- | ------------- |
| ران پای جلو، بدون چربی قابل دید، پخته به روش تفت‌آب‌پزی                             | ۸٫۷           |
| شانه، کتف، بدون چربی قابل دید، پخته به روش تفت‌آب‌پزی                               | ۸٫۱           |
| جگر، پخته به روش تفت‌آب‌پزی                                                         | ۷٫۹           |
| ران پای جلو، با چربی قابل دید، پخته به روش تفت‌آب‌پزی                               | ۷٫۷           |
| شانه کامل، بدون چربی قابل دید، پخته به روش تفت‌آب‌پزی                               | ۷٫۵           |
| شانه، بازو، بدون چربی قابل دید، پخته به روش تفت‌آب‌پزی                              | ۷٫۳           |
| شانه، کتف، با چربی قابل دید، پخته به روش تفت‌آب‌پزی                                 | ۶٫۹           |
| شانه کامل (بازو و کتف)، بدون چربی قابل دید، پخته با حرارت مستقیم                  | ۶٫۶           |
| تکه مکعبی برای خورش یا کباب (پا و شانه)، بدون چربی قابل دید، پخته به روش تفت‌آب‌پزی | ۶٫۶           |
| شانه، کتف، بدون چربی قابل دید، پخته با حرارت مستقیم                               | ۶٫۵           |
| شانه، کتف، بدون چربی قابل دید، پخته به روش برشته‌پزی                               | ۶٫۵           |
| شانه کامل، با چربی قابل دید، پخته به روش تفت‌آب‌پزی                                 | ۶٫۴           |
| شانه، بازو، با چربی قابل دید، پخته به روش تفت‌آب‌پزی                                | ۶٫۱           |
| شانه کامل (کتف و بازو)، بدون چربی قابل دید، پخته به روش برشته‌پزی                  | ۶             |
| تکه مکعبی برای خورش یا کباب (پا و شانه)، بدون چربی قابل دید، پخته با حرارت مستقیم | ۵٫۸           |
| شانه، بازو، بدون چربی قابل دید، پخته با حرارت مستقیم                              | ۵٫۷           |
| شانه کامل، با چربی قابل دید، پخته با حرارت مستقیم                                 | ۵٫۷           |
| جگر، سرخ‌شده در تابه                                                               | ۵٫۶           |
| شانه، کتف، با چربی قابل دید، پخته با حرارت مستقیم                                 | ۵٫۶           |
| شانه، کتف، با چربی قابل دید، پخته به روش برشته‌پزی                                 | ۵٫۶           |
| دنده، بدون چربی قابل دید، پخته با حرارت مستقیم                                    | ۵٫۳           |
| شانه، بازو، بدون چربی قابل دید، پخته به روش برشته‌پزی                              | ۵٫۳           |
| شانه کامل (کتف و بازو)، با چربی قابل دید، پخته به روش برشته‌پزی                    | ۵٫۲           |
| پا کامل (ران پای جلو و راسته)، بدون چربی قابل دید، پخته به روش برشته‌پزی           | ۴٫۹           |
| شانه، بازو، با چربی قابل دید، پخته با حرارت مستقیم                                | ۴٫۹           |
| چرخکرده، پخته با حرارت مستقیم                                                     | ۴٫۷           |
| شانه، بازو، با چربی قابل دید، پخته به روش برشته‌پزی                                | ۴٫۵           |
| دنده، بدون چربی قابل دید، پخته به روش برشته‌پزی                                    | ۴٫۵           |
| پا کامل (ران پای جلو و راسته)، با چربی قابل دید، پخته به روش برشته‌پزی             | ۴٫۴           |
| کمر، بدون چربی قابل دید، پخته با حرارت مستقیم                                     | ۴٫۱           |
| کمر، بدون چربی قابل دید، پخته به روش برشته‌پزی                                     | ۴٫۱           |
| دنده، با چربی قابل دید، پخته با حرارت مستقیم                                      | ۴             |
| قلوه، پخته به روش تفت‌آب‌پزی                                                        | ۳٫۸           |
| دل، پخته به روش تفت‌آب‌پزی                                                          | ۳٫۷           |
| دنده، با چربی قابل دید، پخته به روش برشته‌پزی                                      | ۳٫۵           |
| کمر، با چربی قابل دید، پخته با حرارت مستقیم                                       | ۳٫۵           |
| کمر، با چربی قابل دید، پخته به روش برشته‌پزی                                       | ۳٫۴           |
| زبان، پخته به روش تفت‌آب‌پزی                                                        | ۳             |
| مغز، سرخ‌شده در تابه                                                               | ۲             |
| جگر سفید، پخته به روش تفت‌آب‌پزی                                                    | ۱٫۹           |
| مغز، پخته به روش تفت‌آب‌پزی                                                         | ۱٫۴           |

## مرغ

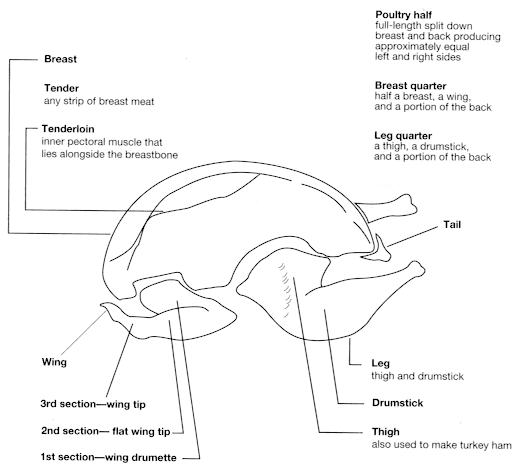
تقسیم‌بندی برش گوشت ماکیان طبق شیوه وزارت کشاورزی ایالات متحده آمریکا

| ماده غذایی (۱۰۰ گرم)                                                                   | روی (میلی‌گرم) |
| -------------------------------------------------------------------------------------- | ------------- |
| دل، آرام‌پز                                                                             | ۷٫۳           |
| سنگدان، آرام‌پز                                                                         | ۴٫۴           |
| جگر، آرام‌پز                                                                            | ۴             |
| ران کامل، فقط گوشت، جوجه گوشتی یا مرغ جوان مناسب سرخ کردن، پخته، سرخ شده               | ۳             |
| ساق ران با پوست، جوجه گوشتی یا مرغ جوان مناسب سرخ کردن، پخته، سرخ شده با روکش آرد      | ۲٫۹           |
| مغز ران، فقط گوشت، جوجه گوشتی یا مرغ جوان مناسب سرخ کردن، پخته، سرخ شده                | ۲٫۸           |
| ران کامل، فقط گوشت، جوجه گوشتی یا مرغ جوان مناسب سرخ کردن، پخته به روش خورش            | ۲٫۸           |
| ران کامل با پوست، جوجه گوشتی یا مرغ جوان مناسب سرخ کردن، پخته، سرخ شده با روکش آرد     | ۲٫۷           |
| ساق ران با پوست، جوجه گوشتی یا مرغ جوان مناسب سرخ کردن، پخته به روش خورش               | ۲٫۷           |
| مغز ران، فقط گوشت، جوجه گوشتی یا مرغ جوان مناسب سرخ کردن، پخته به روش خورش             | ۲٫۶           |
| مغز ران با پوست، جوجه گوشتی یا مرغ جوان مناسب سرخ کردن، پخته، سرخ شده با روکش آرد      | ۲٫۵           |
| ران کامل با پوست، جوجه گوشتی یا مرغ جوان مناسب سرخ کردن، پخته به روش خورش              | ۲٫۴           |
| ساق ران با پوست، جوجه گوشتی یا مرغ جوان مناسب سرخ کردن، پخته به روش برشته‌پزی           | ۲٫۴           |
| ساق ران با پوست، جوجه گوشتی یا مرغ جوان مناسب سرخ کردن، پخته، سرخ شده با روکش خمیرابه  | ۲٫۳           |
| مغز ران با پوست، جوجه گوشتی یا مرغ جوان مناسب سرخ کردن، پخته به روش خورش               | ۲٫۳           |
| ران کامل با پوست، جوجه گوشتی یا مرغ جوان مناسب سرخ کردن، پخته، سرخ شده با روکش خمیرابه | ۲٫۲           |
| بال، فقط گوشت، جوجه گوشتی یا مرغ جوان مناسب سرخ کردن، پخته به روش برشته‌پزی             | ۲٫۱           |
| بال، فقط گوشت، جوجه گوشتی یا مرغ جوان مناسب سرخ کردن، پخته، سرخ شده                    | ۲٫۱           |
| ران کامل، فقط گوشت، جوجه گوشتی یا مرغ جوان مناسب سرخ کردن، پخته به روش برشته‌پزی        | ۲٫۱           |
| ران کامل با پوست، جوجه گوشتی یا مرغ جوان مناسب سرخ کردن، پخته به روش برشته‌پزی          | ۲٫۱           |
| مغز ران با پوست، جوجه گوشتی یا مرغ جوان مناسب سرخ کردن، پخته، سرخ شده با روکش خمیرابه  | ۲             |
| مغز ران، فقط گوشت، جوجه گوشتی یا مرغ جوان مناسب سرخ کردن، پخته به روش برشته‌پزی         | ۱٫۹           |
| بال با پوست، جوجه گوشتی یا مرغ جوان مناسب سرخ کردن، پخته، سرخ شده با روکش آرد          | ۱٫۸           |
| مغز ران با پوست، جوجه گوشتی یا مرغ جوان مناسب سرخ کردن، پخته به روش برشته‌پزی           | ۱٫۷           |
| بال با پوست، جوجه گوشتی یا مرغ جوان مناسب سرخ کردن، پخته به روش برشته‌پزی               | ۱٫۶           |
| بال با پوست، جوجه گوشتی یا مرغ جوان مناسب سرخ کردن، پخته به روش خورش                   | ۱٫۶           |
| بال با پوست، جوجه گوشتی یا مرغ جوان مناسب سرخ کردن، پخته، سرخ شده با روکش خمیرابه      | ۱٫۴           |
| سینه با پوست، جوجه گوشتی یا مرغ جوان مناسب سرخ کردن، پخته، سرخ شده با روکش آرد         | ۱٫۱           |
| سینه، فقط گوشت، جوجه گوشتی یا مرغ جوان مناسب سرخ کردن، پخته، سرخ‌شده                    | ۱٫۱           |
| سینه، فقط گوشت، جوجه گوشتی یا مرغ جوان مناسب سرخ کردن، پخته به روش برشته‌پزی            | ۱             |
| سینه، فقط گوشت، جوجه گوشتی یا مرغ جوان مناسب سرخ کردن، پخته به روش خورش                | ۱             |
| سینه با پوست، جوجه گوشتی یا مرغ جوان مناسب سرخ کردن، پخته به روش خورش                  | ۱             |
| سینه با پوست، جوجه گوشتی یا مرغ جوان مناسب سرخ کردن، پخته، سرخ شده با روکش خمیرابه     | ۱             |
| سینه، فقط گوشت، جوجه گوشتی، پخته به روش باربیکیو با جوجه‌گردان                          | ۰٫۹           |

## ماکیان (به غیر از مرغ)
| ماده غذایی (۱۰۰ گرم)                             | روی (میلی‌گرم) |
| ------------------------------------------------ | ------------- |
| شترمرغ، قسمت صدفی، پخته                          | ۴٫۹           |
| شترمرغ، قسمت استریپ بیرونی، پخته                 | ۴٫۹           |
| شترمرغ، قسمت استریپ (strip) داخلی، پخته          | ۴٫۹           |
| شترمرغ، قسمت تیپ (tip) با حذف چربی‌ها، پخته       | ۴٫۹           |
| شترمرغ، قسمت تاپ لوین، پخته                      | ۴٫۷           |
| شترمرغ، قسمت داخلی پا، پخته                      | ۴٫۷           |
| بوقلمون، دل، پخته به روش آرام‌پز                  | ۴٫۶           |
| بوقلمون، جگر، پخته به روش آرام‌پز                 | ۴٫۵           |
| بوقلمون، پا، گوشت و پوست، پخته به روش برشته‌پزی   | ۴٫۳           |
| بوقلمون، سنگدان، پخته به روش آرام‌پز              | ۳٫۹           |
| غاز اهلی، گوشت، پخته به روش برشته‌پزی             | ۳٫۲           |
| بوقلمون، چرخ‌کرده، پخته                           | ۳٫۱           |
| بلدرچین                                          | ۳٫۱           |
| غاز اهلی، گوشت و پوست، پخته به روش برشته‌پزی      | ۲٫۶           |
| مرغابی اهلی، گوشت، پخته به روش برشته‌پزی          | ۲٫۶           |
| بوقلمون، بال، گوشت و پوست، پخته به روش برشته‌پزی  | ۲٫۱           |
| بوقلمون، سینه، گوشت و پوست، پخته به روش برشته‌پزی | ۲             |
| مرغابی اهلی، گوشت و پوست، پخته به روش برشته‌پزی   | ۱٫۹           |
| بوقلمون، گوشت سفید، پخته به روش برشته‌پزی         | ۱٫۷           |
| قرقاول، پخته                                     | ۱٫۴           |

## آبزیان
| ماده غذایی (۱۰۰ گرم)                                    | روی (میلی‌گرم) |
| ------------------------------------------------------- | ------------- |
| صدف چروک شرقی، وحشی (غیر پرورشی)، پخته تحت حرارت خشک    | ۷۸٫۶          |
| صدف چروک شرقی، پرورشی، پخته تحت حرارت خشک               | ۶۱            |
| صدف چروک شرقی، وحشی (غیر پرورشی)، پخته تحت حرارت مرطوب  | ۴۵٫۲          |
| خرچنگ آلاسکا کینگ (Alaska king)، پخته تحت حرارت مرطوب   | ۷٫۶           |
| خرچنگ دانجنس، پخته تحت حرارت مرطوب                      | ۵٫۵           |
| لابستر شمالی، پخته تحت حرارت مرطوب                      | ۴٫۱           |
| خرچنگ کوئین (queen)، پخته تحت حرارت مرطوب               | ۳٫۶           |
| صدف دوکفه‌ای، پخته تحت حرارت مرطوب، با ادویه مخلوط شده   | ۲٫۷           |
| سیمین‌ماهی رنگین‌کمان، پخته تحت حرارت خشک                 | ۲٫۱           |
| کپور، پخته تحت حرارت خشک                                | ۱٫۹           |
| میگو، پخته تحت حرارت مرطوب، با ادویه مخلوط شده          | ۱٫۶           |
| حلزون خام                                               | ۱٫۶           |
| ساردین آتلانتیک، کنسرو در روغن، بااستخوان               | ۱٫۳           |
| شاه‌ماهی اطلسی، پخته تحت حرارت خشک                       | ۱٫۳           |
| هوور مسقطی، پخته تحت حرارت خشک                          | ۱٫۱           |
| خاویار، سیاه و قرمز، دانه‌دانه                           | ۱             |
| ماهی خال‌خالی، پخته تحت حرارت خشک                        | ۰٫۹           |
| تن نوع لایت، کنسرو شده در روغن                          | ۰٫۹           |
| کفال راه‌راه (کفال خاکستری)، پخته تحت حرارت خشک          | ۰٫۹           |
| اردک‌ماهی شمالی، پخته تحت حرارت خشک                      | ۰٫۹           |
| سالمون آتلانتیک، وحشی (غیر پرورشی)، پخته تحت حرارت خشک  | ۰٫۸           |
| شمشیرماهی، پخته تحت حرارت خشک                           | ۰٫۸           |
| تن باله آبی، پخته تحت حرارت خشک                         | ۰٫۸           |
| خوش‌گوشت، پخته تحت حرارت خشک                             | ۰٫۶           |
| ذغال ماهی آتلانتیک، پخته تحت حرارت خشک                  | ۰٫۶           |
| کاد آتلانتیک، پخته تحت حرارت خشک                        | ۰٫۶           |
| سالمون کوهو وحشی (غیر پرورشی)، پخته تحت حرارت خشک       | ۰٫۶           |
| سالمون جویبار، پخته تحت حرارت خشک                       | ۰٫۶           |
| خاویاری، پخته تحت حرارت خشک، با ادویه مخلوط شده         | ۰٫۵           |
| قزل‌آلای رنگین‌کمان پرورشی، پخته تحت حرارت خشک            | ۰٫۵           |
| کاشی‌ماهی، پخته تحت حرارت خشک                            | ۰٫۵           |
| سالمون کوهو، وحشی (غیر پرورشی)، پخته تحت حرارت مرطوب    | ۰٫۵           |
| شوریده اطلسی، سرخ شده با لایه آرد                       | ۰٫۵           |
| قزل‌آلای رنگین‌کمان وحشی (غیر پرورشی)، پخته تحت حرارت خشک | ۰٫۵           |
| هامور، پخته تحت حرارت خشک، با ادویه مخلوط شده           | ۰٫۵           |
| خارماهی نواری، پخته تحت حرارت خشک                       | ۰٫۵           |
| سالمون کوهو پرورشی، پخته تحت حرارت خشک                  | ۰٫۵           |
| تن، سفید، کنسرو شده در روغن                             | ۰٫۵           |
| سالمون صورتی، پخته تحت حرارت خشک                        | ۰٫۵           |
| تن زرد باله، پخته تحت حرارت خشک                         | ۰٫۵           |
| سرخو، با ادویه مخلوط شده، پخته تحت حرارت خشک            | ۰٫۴           |
| سالمون آتلانتیک، پرورشی، پخته تحت حرارت خشک             | ۰٫۴           |
| لوزی‌ماهی اطلس، پخته تحت حرارت خشک                       | ۰٫۴           |
| شبدیزماهی، پخته تحت حرارت خشک                           | ۰٫۴           |
| تیلاپیا، پخته تحت حرارت خشک                             | ۰٫۴           |
| روغن‌ماهی کوچک، پخته تحت حرارت خشک                       | ۰٫۴           |
| کفشک‌ماهی (گونه‌های کفشک و ماهی حلوا)، پخته تحت حرارت خشک | ۰٫۴           |

## لبنیات و مواد غیرلبنی مشابه
| ماده غذایی (۱۰۰ گرم)                                                   | روی (میلی‌گرم) |
| ---------------------------------------------------------------------- | ------------- |
| آب‌پنیر ترش، خشک شده                                                    | ۶٫۳           |
| کره تخمه آفتابگردان، دارای نمک                                         | ۴٫۹           |
| ارده، از دانه‌های برشته شده و تفت داده شده (بیشتریت نوع مصرفی)          | ۴٫۴           |
| شیر بدون چربی، خشک (پودر)، فوری (instant)، بدون افرودنی ویتامین آ و دی | ۴٫۴           |
| پنیر سوئیسی                                                            | ۴٫۴           |
| پنیر پارمسان رنده شده                                                  | ۴٫۲           |
| شیر بدون چربی، خشک (پودر)، معمولی، بدون افرودنی ویتامین آ و دی         | ۴٫۱           |
| پنیر آمریکایی بی‌چرب                                                    | ۴٫۱           |
| پنیر موتزارلا، بدون چربی                                               | ۳٫۹           |
| پنیر گودا                                                              | ۳٫۹           |
| پنیر سوئیسی کم چرب                                                     | ۳٫۹           |
| پنیر سوئیسی کم سدیم                                                    | ۳٫۹           |
| پنیر ادامر                                                             | ۳٫۸           |
| پنیر چدار                                                              | ۳٫۶           |
| کره بادام، ساده، دارای نمک                                             | ۳٫۳           |
| پنیر آمریکایی پاستوریزه کم‌چرب                                          | ۳٫۳           |
| شیر کامل، خشک (پودر)، بدون افرودنی ویتامین دی                          | ۳٫۳           |
| شیر کامل، خشک (پودر)، غنی شده با ویتامین دی                            | ۳٫۳           |
| پنیر پارمسان کم سدیم                                                   | ۳٫۲           |
| پنیر زیره                                                              | ۲٫۹           |
| پنیر موتزارلا تهیه شده با شیر کامل                                     | ۲٫۹           |
| پنیر فتا                                                               | ۲٫۹           |
| پنیر پارمسان سفت                                                       | ۲٫۸           |
| کره بادام زمینی، دارای تکه‌های خرد شده ریز، دارای نمک                   | ۲٫۸           |
| بلوچیز                                                                 | ۲٫۷           |
| پنیر رومانو                                                            | ۲٫۶           |
| کره بادام زمینی، نوع نرم، دارای نمک                                    | ۲٫۵           |
| پنیر آمریکایی پاستوریزه بدون ویتامین دی افزودنی                        | ۲٫۵           |
| پنیر کامامبر                                                           | ۲٫۴           |
| آب‌پنیر شیرین، خشک شده                                                  | ۲             |
| ماست ساده بدون چربی                                                    | ۱             |
| خامه نارگیل (مایع چلانده شده از گوشت رنده شده نارگیل)                  | ۱             |
| ماست ساده کم‌چرب                                                        | ۰٫۹           |
| بستنی وانیلی                                                           | ۰٫۷           |
| شیر نارگیل طبیعی (شیر چلانده شده از مایع و گوشت رنده شده نارگیل)       | ۰٫۷           |
| شیر، نوشیدنی شکلات، کاکائو داغ، خانگی                                  | ۰٫۶           |
| بستنی شکلاتی                                                           | ۰٫۶           |
| ماست یونانی کم چرب                                                     | ۰٫۶           |
| ماست ساده، تهیه شده از شیر کامل                                        | ۰٫۶           |
| ماست یونانی تهیه شده از شیر کامل                                       | ۰٫۵           |
| ماست یونانی بدون چربی                                                  | ۰٫۵           |
| خامه ترش، لایت                                                         | ۰٫۵           |
| کفیر ساده کم چرب، برند لایف‌وی (LIFEWAY)                                | ۰٫۵           |
| پنیر ریکوتا، تهیه شده با شیر کامل                                      | ۰٫۵           |
| پنیر کوتاژ کم‌چرب، دو درصد چربی                                         | ۰٫۵           |
| پنیر خامه‌ای                                                            | ۰٫۵           |
| شیر گوسفند                                                             | ۰٫۵           |
| شیر یک درصد چربی، غنی شده با ویتامین آ و دی                            | ۰٫۵           |
| شیر دو درصد چربی                                                       | ۰٫۵           |
| شیرکاکائو کم چربی، غنی شده با ویتامین آ و دی                           | ۰٫۴           |
| پنیر کوتاژ خامه‌ای                                                      | ۰٫۴           |
| پنیر کوتاژ کم‌چرب، یک درصد چربی                                         | ۰٫۴           |
| شیر یک درصد چربی                                                       | ۰٫۴           |
| شیر یک درصد چربی، غنی شده با ویتامین آ و دی                            | ۰٫۴           |
| شیر بدون چربی                                                          | ۰٫۴           |
| شیر بدون چربی، غنی شده با ویتامین آ و دی                               | ۰٫۴           |
| شیر کاکائو بدون چربی، غنی شده با ویتامین آ و دی                        | ۰٫۴           |
| شیر کاکائو از شیر کامل، کارخانه‌ای، غنی شده با ویتامین آ و دی           | ۰٫۴           |
| شیر کاکائو کم‌چرب، کارخانه‌ای، غنی شده با ویتامین آ و دی                 | ۰٫۴           |
| شیر کم سدیم                                                            | ۰٫۴           |
| شیر با چربی کامل (۳/۲ درصد چربی)                                       | ۰٫۴           |
| شیر با چربی کامل (۳/۲ درصد چربی)، غنی شده با ویتامین دی                | ۰٫۴           |
| شیر کاکائو سویا، بدون مواد افزودنی                                     | ۰٫۳           |
| شیر بز، غنی شده با ویتامین دی                                          | ۰٫۳           |
| خامه ترش، پرورشی                                                       | ۰٫۳           |
| بستنی توت‌فرنگی                                                         | ۰٫۳           |
| شیر گاومیش هندی                                                        | ۰٫۲           |
| شیر انسان                                                              | ۰٫۲           |
| شیر سویا، اورجینال و وانیلی، بدون مواد افزودنی                         | ۰٫۱           |
| کره دارای نمک                                                          | ۰٫۱           |
| کره بی نمک                                                             | ۰٫۱           |
| پودر جایگزین خامه                                                      | ۰٫۱           |
| مایه جایگزین خامه، لایت                                                | ۰٫۱           |

## تخم ماکیان
| ماده غذایی (۱۰۰ گرم)                  | روی (میلی‌گرم) |
| ------------------------------------- | ------------- |
| زرده تخم‌مرغ، خشک شده                  | ۷٫۷           |
| تخم‌مرغ کامل، خشک شده                  | ۳٫۲           |
| زرده تخم مرغ، خام                     | ۲٫۳           |
| پودر جانشین تخم‌مرغ                    | ۱٫۸           |
| تخم بوقلمون، خام                      | ۱٫۶           |
| تخم بلدرچین، خام                      | ۱٫۵           |
| تخم اردک، خام                         | ۱٫۴           |
| تخم‌مرغ کامل، سرخ‌شده                   | ۱٫۴           |
| تخم غاز، خام                          | ۱٫۳           |
| تخم‌مرغ کامل، خام                      | ۱٫۳           |
| تخم‌مرغ کامل، پخته به روش تنگاب‌پز      | ۱٫۳           |
| تخم‌مرغ کامل، پخته به روش املت         | ۱٫۱           |
| تخم‌مرغ کامل، آب‌پز سفت (Hard Boiled)   | ۱٫۱           |
| تخم‌مرغ کامل، پخته به روش تخم‌مرغ هم‌زده | ۱             |
| سفیده تخم‌مرغ، خشک شده                 | ۰٫۱           |
| سفیده تخم‌مرغ، خام                     | ۰             |

## خشکبار
| ماده غذایی (۱۰۰ گرم)                      | روی (میلی‌گرم) |
| ----------------------------------------- | ------------- |
| تخم کدو کامل، برشته‌شده                    | ۱۰٫۳          |
| تخم هندوانه، مغز، خشک‌شده                  | ۱۰٫۲          |
| تخم‌کدو، مغز، خشک‌شده                       | ۷٫۸           |
| دانه کنجد کامل، خشک‌شده                    | ۷٫۸           |
| تخم‌کدو نمکی، مغز، برشته‌شده                | ۷٫۶           |
| دانه کنجد کامل، برشته‌شده                  | ۷٫۲           |
| دانه کاج خشک‌شده                           | ۶٫۵           |
| بادام هندی خام                            | ۵٫۸           |
| بادام هندی، برشته‌شده به روش خشک           | ۵٫۶           |
| بادام هندی، برشته‌شده با روغن              | ۵٫۴           |
| تخمه آفتاب‌گردان، مغز، برشته‌شده به روش خشک | ۵٫۳           |
| تخمه آفتاب‌گردان، مغز، برشته‌شده با روغن    | ۵٫۲           |
| تخمه آفتاب‌گردان، مغز، خشک‌شده              | ۵             |
| تخم کتان                                  | ۴٫۳           |
| گردو سیاه، خشک‌شده                         | ۳٫۴           |
| بادام، برشته‌شده به روش خشک                | ۳٫۳           |
| بادام زمینی، برشته‌شده با روغن             | ۳٫۳           |
| بادام زمینی                               | ۳٫۳           |
| بادام                                     | ۳٫۱           |
| گردو                                      | ۳٫۱           |
| بادام، برشته‌شده با روغن                   | ۳٫۱           |
| بادام زمینی، برشته‌شده به روش خشک          | ۲٫۸           |
| فندق، برشته‌شده به روش خشک                 | ۲٫۵           |
| فندق                                      | ۲٫۵           |
| پسته، برشته‌شده به روش خشک                 | ۲٫۳           |
| پسته خام                                  | ۲٫۲           |
| بادام زمینی، پخته به روش آب‌پز             | ۱٫۸           |
| شاه‌بلوط اروپایی، برشته‌شده                 | ۰٫۶           |
| انجیر خشک‌شده                              | ۰٫۶           |
| شاه‌بلوط اروپایی، خام، بی‌پوست              | ۰٫۵           |
| آلو بخارا، نپخته                          | ۰٫۴           |
| کشمش طلایی رنگ، بی‌دانه                    | ۰٫۴           |
| کشمش سیاه بی‌دانه                          | ۰٫۴           |

## حبوبات
| ماده غذایی (۱۰۰ گرم)                  | روی (میلی‌گرم) |
| ------------------------------------- | ------------- |
| سویا، خام                             | ۴٫۹           |
| سویا، تفت داده شده به صورت خشک        | ۴٫۸           |
| سویا، تفت داده شده، فاقد نمک افزودنی  | ۳٫۱           |
| نخود پخته، آب‌پز                       | ۱٫۵           |
| لوبیا سفید پخته، آب‌پز                 | ۱٫۴           |
| لوبیا چشم‌بلبلی پخته، آب‌پز             | ۱٫۳           |
| عدس پخته، آب‌پز                        | ۱٫۳           |
| سویا پخته، آب‌پز، بی نمک               | ۱٫۲           |
| لوبیا سیاه پخته، آب‌پز                 | ۱٫۱           |
| لوبیا سفید کوچک پخته، آب‌پز            | ۱٫۱           |
| لوبیا قرمز پخته، آب‌پز                 | ۱٫۱           |
| لوبیا سفید ریز (Navy bean) پخته، آب‌پز | ۱             |
| لوبیا قرمز پخته، آب‌پز                 | ۱             |
| لپه پخته، آب‌پز                        | ۱             |
| لوبیا چیتی پخته، آب‌پز                 | ۱             |
| ماش پخته، آب‌پز                        | ۰٫۸           |
| لوبیا سیاه لاک‌پشتی پخته، آب‌پز         | ۰٫۸           |

## غلات و مواد غذایی مرتبط
| ماده غذایی (۱۰۰ گرم)                          | روی (میلی‌گرم) |
| --------------------------------------------- | ------------- |
| گیاهک گندم (آرد جوانه گندم)، خام              | ۱۲٫۳          |
| آرد کنجد، پرچرب                               | ۱۰٫۷          |
| آرد کنجد، کم‌چرب                               | ۱۰            |
| سبوس گندم، خام                                | ۷٫۳           |
| سبوس برنج، خام                                | ۶             |
| گندم دوروم                                    | ۴٫۲           |
| آرد سویا، کم‌چرب                               | ۴٫۱           |
| جو دوسر                                       | ۴             |
| آرد سویا، پرچرب                               | ۳٫۹           |
| آرد جو دوسر                                   | ۳٫۲           |
| سبوس جو دوسر                                  | ۳٫۱           |
| آرد نخودچی                                    | ۲٫۸           |
| جو پوست کنده                                  | ۲٫۸           |
| آرد گندم از دانه کامل                         | ۲٫۶           |
| آرد سویا، فاقد چربی                           | ۲٫۵           |
| آرد برنج قهوه‌ای                               | ۲٫۵           |
| آرد مالت جو                                   | ۲٫۱           |
| آرد جو                                        | ۲             |
| آرد ذرت زرد تهیه شده از دانه کامل ذرت         | ۱٫۷           |
| آرد ذرت سفید تهیه شده از دانه کامل ذرت        | ۱٫۷           |
| آرد برنج سفید                                 | ۰٫۸           |
| برنج قهوه‌ای دانه بلند، پخته                   | ۰٫۷           |
| برنج قهوه‌ای دانه متوسط، پخته                  | ۰٫۶           |
| بلغور، پخته                                   | ۰٫۶           |
| آرد سیب‌زمینی                                  | ۰٫۵           |
| سبوس جو دوسر، پخته                            | ۰٫۵           |
| پاستای غنی شده، پخته بدون نمک افزودنی         | ۰٫۵           |
| پاستای غنی شده، پخته شده همراه با نمک افزودنی | ۰٫۵           |
| برنج سفید دانه بلند معمولی، غنی نشده، پخته    | ۰٫۵           |
| برنج سفید دانه بلند معمولی، غنی شده، پخته     | ۰٫۵           |
| ماکارونی سبزیجات غنی شده، پخته                | ۰٫۴           |
| برنج سفید دانه متوسط، غنی نشده، پخته          | ۰٫۴           |
| برنج سفید دانه متوسط، غنی شده، پخته           | ۰٫۴           |
| برنج سفید دانه کوتاه، غنی نشده، پخته          | ۰٫۴           |
| برنج سفید دانه کوتاه، غنی شده، پخته           | ۰٫۴           |
| نودل برنج، پخته                               | ۰٫۳           |

## میوه
| ماده غذایی (۱۰۰ گرم)                                         | روی (میلی‌گرم) |
| ------------------------------------------------------------ | ------------- |
| نارگیل، قسمت گوشتی، خشکشده                                   | ۲             |
| نارگیل، قسمت گوشتی                                           | ۱٫۱           |
| آووکادو                                                      | ۰٫۶           |
| تمشک سیاه                                                    | ۰٫۵           |
| تمشک                                                         | ۰٫۴           |
| انار                                                         | ۰٫۴           |
| دوریان                                                       | ۰٫۳           |
| انگورفرنگی سیاه                                              | ۰٫۳           |
| زیتون کنسروی (اندازه زیتون کوچک تا خیلی بزرگ)                | ۰٫۲           |
| خیار با پوست                                                 | ۰٫۲           |
| زردآلو                                                       | ۰٫۲           |
| گرمک                                                         | ۰٫۲           |
| خیار بی‌پوست                                                  | ۰٫۲           |
| شلیل                                                         | ۰٫۲           |
| کام‌کوات                                                      | ۰٫۲           |
| هلو زرد                                                      | ۰٫۲           |
| بلوبری                                                       | ۰٫۲           |
| انجیر                                                        | ۰٫۲           |
| موز                                                          | ۰٫۲           |
| توت‌فرنگی                                                     | ۰٫۱           |
| کیوی سبز                                                     | ۰٫۱           |
| آناناس                                                       | ۰٫۱           |
| توت                                                          | ۰٫۱           |
| خرمالوی ژاپنی                                                | ۰٫۱           |
| لیموی شیراز                                                  | ۰٫۱           |
| آلو                                                          | ۰٫۱           |
| هندوانه                                                      | ۰٫۱           |
| آلبالو                                                       | ۰٫۱           |
| تمر هندی                                                     | ۰٫۱           |
| گلابی                                                        | ۰٫۱           |
| انبه                                                         | ۰٫۱           |
| طالبی                                                        | ۰٫۱           |
| کرنبری                                                       | ۰٫۱           |
| دارابی                                                       | ۰٫۱           |
| پرتقال                                                       | ۰٫۱           |
| پاپایا                                                       | ۰٫۱           |
| انگور قرمز یا سبز، (نوع اروپایی همانند انگور بیدانه تامپسون) | ۰٫۱           |
| گریپ‌فروت صورتی و قرمز                                        | ۰٫۱           |
| گیلاس شیرین                                                  | ۰٫۱           |
| گریپ‌فروت، سفید                                               | ۰٫۱           |
| نارنگی                                                       | ۰٫۱           |
| لیموترش بدون پوست                                            | ۰٫۱           |
| عناب                                                         | ۰٫۱           |
| سیب بی‌پوست                                                   | ۰٫۱           |
| سرخالو                                                       | ۰٫۱           |
| ازگیل ژاپنی                                                  | ۰٫۱           |
| گلابی آسیایی                                                 | ۰             |
| به                                                           | ۰             |
| سیب باپوست                                                   | ۰             |

## سبزی و صیفی جات
| ماده غذایی (۱۰۰ گرم)                                      | روی (میلی‌گرم) |
| --------------------------------------------------------- | ------------- |
| دانه ذرت زرد                                              | ۲٫۲           |
| جوانه عدس، پخته به روش سرخ شده سریع در روغن               | ۱٫۶           |
| جوانه عدس، خام                                            | ۱٫۵           |
| قارچ شیتاکه پخته شده                                      | ۱٫۳           |
| نخود فرنگی سبز خام                                        | ۱٫۲           |
| نخود فرنگی سبز، پخته به روش آب‌پز                          | ۱٫۲           |
| جوانه سویا، خام                                           | ۱٫۲           |
| سیر خام                                                   | ۱٫۲           |
| نعناع فلفلی تازه                                          | ۱٫۱           |
| نعنای دشتی                                                | ۱٫۱           |
| جعفری تازه                                                | ۱٫۱           |
| جوانه نخود فرنگی، خام                                     | ۱٫۱           |
| جوانه سویا، پخته به روش بخارپز                            | ۱             |
| قارچ شیتاکه خام                                           | ۱             |
| باقلا، پخته به روش آب‌پز                                   | ۱             |
| جوانه لوبیای ناوی (سفید ریز)، پخته به روش آب‌پز            | ۱             |
| قارچ شیتاکه، پخته به روش سرخ شده سریع در روغن             | ۱             |
| رزماری تازه، برگ                                          | ۰٫۹           |
| جوانه یونجه، خام                                          | ۰٫۹           |
| دانه سویا سبز، پخته به روش آب‌پز                           | ۰٫۹           |
| شوید                                                      | ۰٫۹           |
| جوانه لوبیای ناوی (سفید ریز) خام                          | ۰٫۹           |
| قارچ سفید، پخته به روش آب‌پز                               | ۰٫۹           |
| ریحان تازه                                                | ۰٫۸           |
| لوبیا لیما، پخته به روش آب‌پز                              | ۰٫۸           |
| کلم بروکلی راب خام                                        | ۰٫۸           |
| قارچ صدفی خام                                             | ۰٫۸           |
| اسفناج پخته به روش آب‌پز                                   | ۰٫۸           |
| برگ مو                                                    | ۰٫۷           |
| قارچ پورتابلا، پخته به روش کبابی گریل شده                 | ۰٫۷           |
| ذرت شیرین زرد، پخته به روش آب‌پز                           | ۰٫۶           |
| مارچوبه، پخته به روش آب‌پز                                 | ۰٫۶           |
| باقلای نارس، خام                                          | ۰٫۶           |
| قارچ سفید، پخته به روش سرخ شده سریع در روغن               | ۰٫۶           |
| مارچوبه خام                                               | ۰٫۵           |
| کلم بروکلی راب، پخته شده                                  | ۰٫۵           |
| اسفناج خام                                                | ۰٫۵           |
| قارچ پورتابلا خام                                         | ۰٫۵           |
| قارچ سفید خام                                             | ۰٫۵           |
| برگ چغندر (Beet greens)، پخته به روش آب‌پز                 | ۰٫۵           |
| برگ گشنیز خام                                             | ۰٫۵           |
| کنگر فرنگی خام                                            | ۰٫۵           |
| باقلای نارس، پخته به روش آب‌پز                             | ۰٫۵           |
| جوانه ماش، پخته به روش آب‌پز                               | ۰٫۵           |
| ذرت شیرین زرد خام                                         | ۰٫۵           |
| کلم بروکلی پخته به روش آب‌پز                               | ۰٫۵           |
| بامیه، پخته به روش آب‌پز                                   | ۰٫۴           |
| برگ کاسنی (Chicory greens) خام                            | ۰٫۴           |
| کلم فندقی خام                                             | ۰٫۴           |
| کلم بروکلی خام                                            | ۰٫۴           |
| جوانه ماش خام                                             | ۰٫۴           |
| کنگرفرنگی، پخته به روش آب‌پز                               | ۰٫۴           |
| سیب‌زمینی قرمز، پخته به روش تنوری با پوست                  | ۰٫۴           |
| شالت خام                                                  | ۰٫۴           |
| پیازچه خام                                                | ۰٫۴           |
| برگ چغندر خام                                             | ۰٫۴           |
| برگ چغندر سوییسی خام                                      | ۰٫۴           |
| چغندر (Beet)، پخته به روش آب‌پز                            | ۰٫۴           |
| سیب‌زمینی، پوست قهوه‌ای (Russet)، پخته به روش تنوری با پوست | ۰٫۴           |
| سیب‌زمینی سفید، پخته به روش تنوری با پوست                  | ۰٫۴           |
| برگ چغندر سوییسی، پخته به روش آب‌پز                        | ۰٫۳           |
| سیب‌زمینی بدون پوست، پخته شده توسط مایکروویو با پوست       | ۰٫۳           |
| کلم فندقی، پخته به روش آب‌پز                               | ۰٫۳           |
| کدو سبز، پخته به روش آب‌پز با پوست                         | ۰٫۳           |
| سیب‌زمینی شیرین بدون پوست، پخته به روش تنوری با پوست       | ۰٫۳           |
| کلم قمری، پخته به روش آب‌پز                                | ۰٫۳           |
| سیب‌زمینی بدون پوست، پخته به روش آب‌پز با پوست              | ۰٫۳           |
| فلفل خیلی تند سبز خام                                     | ۰٫۳           |
| سیب‌زمینی بدون پوست، پخته به روش تنوری                     | ۰٫۳           |
| تربچه خام                                                 | ۰٫۳           |
| سیب‌زمینی بدون پوست، پخته به روش آب‌پز                      | ۰٫۳           |
| شلغم خام                                                  | ۰٫۳           |
| کلم ساوی خام                                              | ۰٫۳           |
| گل کلم خام                                                | ۰٫۳           |
| فلفل خیلی تند قرمز خام                                    | ۰٫۳           |
| خردل چینی خام                                             | ۰٫۳           |
| فلفل دلمه‌ای قرمز خام                                      | ۰٫۳           |
| کلم قرمز، پخته به روش آب‌پز                                | ۰٫۳           |
| لوبیا سبز، پخته به روش آب‌پز                               | ۰٫۳           |
| لوبیا سبز خام                                             | ۰٫۲           |
| شلغم زرد خام                                              | ۰٫۲           |
| هویج خام                                                  | ۰٫۲           |
| کلم ساوی، پخته به روش آب‌پز                                | ۰٫۲           |
| شاهی خام                                                  | ۰٫۲           |
| کولارد پخته به روش آب‌پز                                   | ۰٫۲           |
| کاهوی رومی خام                                            | ۰٫۲           |
| کدو تنبل، پخته به روش آب‌پز                                | ۰٫۲           |
| خردل چینی، پخته به روش آب‌پز                               | ۰٫۲           |
| کلم قرمز خام                                              | ۰٫۲           |
| کولارد خام                                                | ۰٫۲           |
| پیاز، پخته به روش آب‌پز                                    | ۰٫۲           |
| پیاز زرد تفت داده شده                                     | ۰٫۲           |
| هویج، پخته به روش آب‌پز                                    | ۰٫۲           |
| کاهو باترهد (butterhead) خام                              | ۰٫۲           |
| سیب‌زمینی هندی، پخته به روش آب‌پز یا تنوری                  | ۰٫۲           |
| سیب‌زمینی شیرین، پخته به روش آب‌پز                          | ۰٫۲           |
| کلم‌پیچ، پخته به روش آب‌پز                                  | ۰٫۲           |
| کاهو برگ قرمز (red leaf) خام                              | ۰٫۲           |
| برگ شلغم (Turnip greens) خام                              | ۰٫۲           |
| کلم‌برگ چینی (پاک‌چوی) خام                                  | ۰٫۲           |
| کلم‌پیچ خام                                                | ۰٫۲           |
| کاهو برگ سبز (green leaf) خام                             | ۰٫۲           |
| گوجه‌فرنگی، پخته به روش خورشتی                             | ۰٫۲           |
| پیاز خام                                                  | ۰٫۲           |
| کلم‌برگ چینی (پاک‌چوی)، پخته به روش آب‌پز                    | ۰٫۲           |
| کوماتسونا خام                                             | ۰٫۲           |
| گل کلم، پخته به روش آب‌پز                                  | ۰٫۲           |
| گوجه‌فرنگی قرمز خام                                        | ۰٫۲           |
| کاهو آیس‌برگ (icebearg) خام                                | ۰٫۲           |
| ترب سفید خام                                              | ۰٫۲           |
| شاهی، پخته به روش آب‌پز                                    | ۰٫۲           |
| فلفل دلمه‌ای قرمز، تفت داده شده                            | ۰٫۲           |
| برگ شلغم، پخته به روش آب‌پز                                | ۰٫۱           |
| کرفس، پخته به روش آب‌پز                                    | ۰٫۱           |
| گوجه‌فرنگی قرمز پخته                                       | ۰٫۱           |
| کرفس خام                                                  | ۰٫۱           |
| ترب سفید پخته به روش آب‌پز                                 | ۰٫۱           |
| فلفل دلمه‌ای سبز خام                                       | ۰٫۱           |
| فلفل دلمه‌ای سبز، پخته به روش آب‌پز                         | ۰٫۱           |
| شلغم زرد، پخته به روش آب‌پز                                | ۰٫۱           |
| بادنجان، پخته به روش آب‌پز                                 | ۰٫۱           |
| تره‌فرنگی، خام                                             | ۰٫۱           |
| شلغم، پخته به روش آب‌پز                                    | ۰٫۱           |
| کوماتسونا، پخته به روش آب‌پز                               | ۰٫۱           |
| ریواس خام                                                 | ۰٫۱           |
| تره‌فرنگی، پخته به روش آب‌پز                                | ۰٫۱           |
| فلفل دلمه‌ای سبز، تفت داده شده                             | ۰٫۱           |
| کلم قمری خام                                              | ۰             |

## نان
| ماده غذایی (۱۰۰ گرم)               | روی (میلی‌گرم) |
| ---------------------------------- | ------------- |
| گندم کامل کارخانه‌ای، برشته شده     | ۲٫۲           |
| تورتیا گندم کامل                   | ۱٫۹           |
| گندم کامل کارخانه‌ای                | ۱٫۸           |
| پومپرنیکل، برشته شده               | ۱٫۶           |
| پیتا گندم کامل                     | ۱٫۵           |
| پومپرنیکل                          | ۱٫۵           |
| گندم، برشته شده                    | ۱٫۵           |
| سبوس گندم                          | ۱٫۴           |
| سبوس برنج                          | ۱٫۳           |
| چاودار، برشته شده                  | ۱٫۳           |
| چاودار                             | ۱٫۱           |
| بیگل دارچین و کشمش                 | ۱٫۱           |
| جو دوسر، برشته شده                 | ۱٫۱           |
| فرانسوی (دارای خمیرترش)، برشته شده | ۱٫۱           |
| سبوس جو، برشته شده                 | ۱٫۱           |
| فرانسوی (دارای خمیرترش)            | ۱             |
| گندم                               | ۱             |
| جو دوسر، برشته شده                 | ۱             |
| بیگل سبوس جو                       | ۰٫۹           |
| سبوس جو                            | ۰٫۹           |
| پیتا، سفید، غنی نشده               | ۰٫۸           |
| بیگل تخم مرغی                      | ۰٫۸           |

## ادویه
| ماده غذایی (۱۰۰ گرم) | روی (میلی‌گرم) |
| -------------------- | ------------- |
| هل                   | ۷٫۵           |
| ریحان، خشک‌شده        | ۷٫۱           |
| آویشن، خشک‌شده        | ۶٫۲           |
| دانه زیره سیاه       | ۵٫۵           |
| جعفری، خشک‌شده        | ۵٫۴           |
| دانه زیره سبز        | ۴٫۸           |
| برگ گشنیز، خشک‌شده    | ۴٫۷           |
| پودر کاری            | ۴٫۷           |
| پودر زردچوبه         | ۴٫۵           |
| پاپریکا              | ۴٫۳           |
| ترخون، خشک‌شده        | ۳٫۹           |
| برگ‌بو، خشک‌شده        | ۳٫۷           |
| پودر زنجبیل          | ۳٫۶           |
| مرزنگوش، خشک‌شده      | ۳٫۶           |
| شوید، خشک‌شده         | ۳٫۳           |
| رزماری، خشک‌شده       | ۳٫۲           |
| پودر سیر             | ۳             |
| فلفل قرمز            | ۲٫۵           |
| نعنای دشتی، خشک‌شده   | ۲٫۴           |
| پودر میخک            | ۲٫۳           |
| پودر جوز هندی        | ۲٫۲           |
| پودر دارچین          | ۱٫۸           |
| فلفل سیاه            | ۱٫۲           |
| فلفل سفید            | ۱٫۱           |
| زعفران               | ۱٫۱           |